# Svend Michelsen
Svend Erik Michelsen f. Petersen (14. januar 1912 i København – 5. februar 1994) var en dansk chokoladefabrikant og grundlægger.
Udlært som konditor og efter at havde aftjent sin værnepligt startede han firmaet Sv. Michelsen på Østerbro.
I starten solgte det lille konditori brød, kager og finere chokolade. Michelsen opdagede, at hans chokolade var en kæmpe succes, og at kunderne foretrak håndlavet chokolade lavet af de bedste råvarer, at han besluttede sig for at fokusere kun på chokolade.
Svend Michelsens slogan var: Kvalitet over alt – tanken er både vores adelsmærke og forretning.
I 1970'erne overtog datteren Rita og svigersønnen Kjeld Dorff firmaet og førte det videre. 
Sv. Michelsen har siden 1994 været Leverandører til Det Kongelige Danske Hof.